# Lille (Belgia)
Lille este o comună din regiunea Flandra din Belgia. Comuna este formată din localitățile Lille, Gierle, Poederlee și Wechelderzande. Suprafața totală a comunei este de 59,40 km². La 1 ianuarie 2008 comuna avea 15.805 locuitori.
Lille se învecinează cu comunele Malle, Beerse, Vosselaar, Kasterlee, Vorselaar și Herentals.
1. ↑  Totale oppervlakte volgens het Kadasterregister, België, gewesten en provincies (în neerlandeză), Algemene Directie Statistiek[*]